# Leštinka (Chrudimi járás)
Leštinka település Csehországban, a Chrudimi járásban. Leštinka Prosetín, Skuteč, Chrast és Vrbatův Kostelec településekkel határos. Lakosainak száma 174 fő (2024. január 1.).

## Népesség
A település lakosságának változását az alábbi diagram mutatja:
| Lakosok száma | 249  | 257  | 285  | 200  | 142  | 135  | 151  | 156  | 150  | 174  |
|               | 1869 | 1900 | 1921 | 1961 | 1980 | 2011 | 2016 | 2019 | 2021 | 2024 |